# 1978年臺灣
|        | 臺灣歷史 \| 台灣歷史年表 |
| 世纪： | 19世纪臺灣 \| 20世纪臺灣 \| 21世纪臺灣 |
| 年代： | 1940年代臺灣 \| 1950年代臺灣 \| 1960年代臺灣 \| 1970年代臺灣 \| 1980年代臺灣 \| 1990年代臺灣 \| 2000年代臺灣                                           |
| 年份： | 1973年臺灣 \| 1974年臺灣 \| 1975年臺灣 \| 1976年臺灣 \| 1977年臺灣 \| 1978年臺灣 \| 1979年臺灣 \| 1980年臺灣 \| 1981年臺灣 \| 1982年臺灣 \| 1983年臺灣 |
| 纪年： | 戊午年（马年）、中華民國67年 |

## 政府

### 國家正副元首

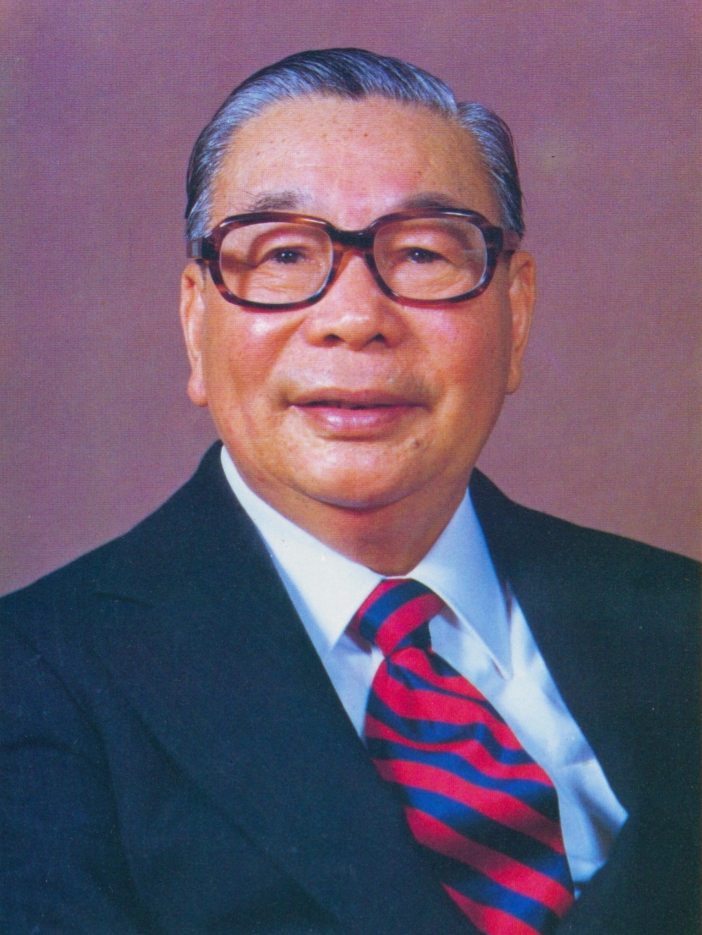
總統：蔣經國
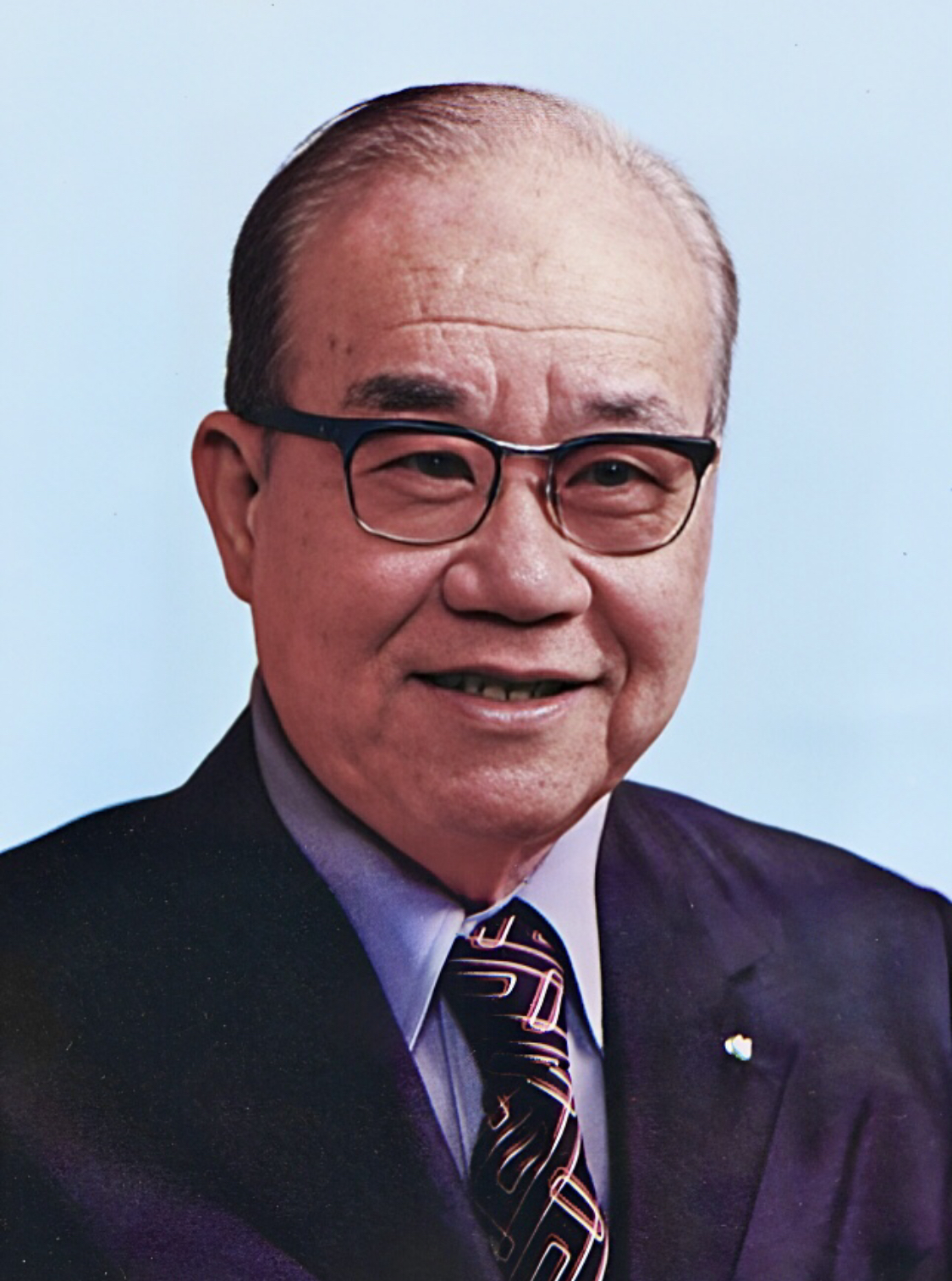
副總統：謝東閔

### 五院首長

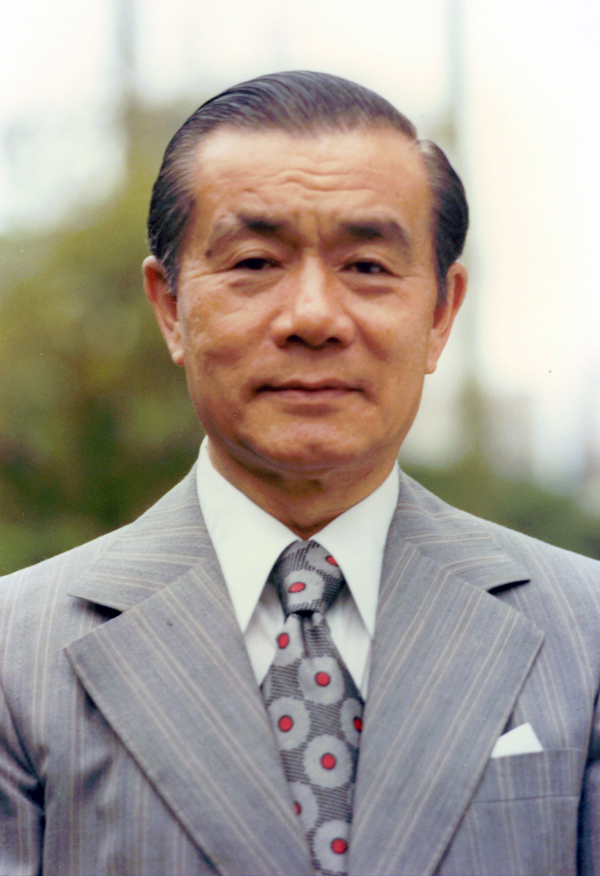
行政院院長：孫運璿
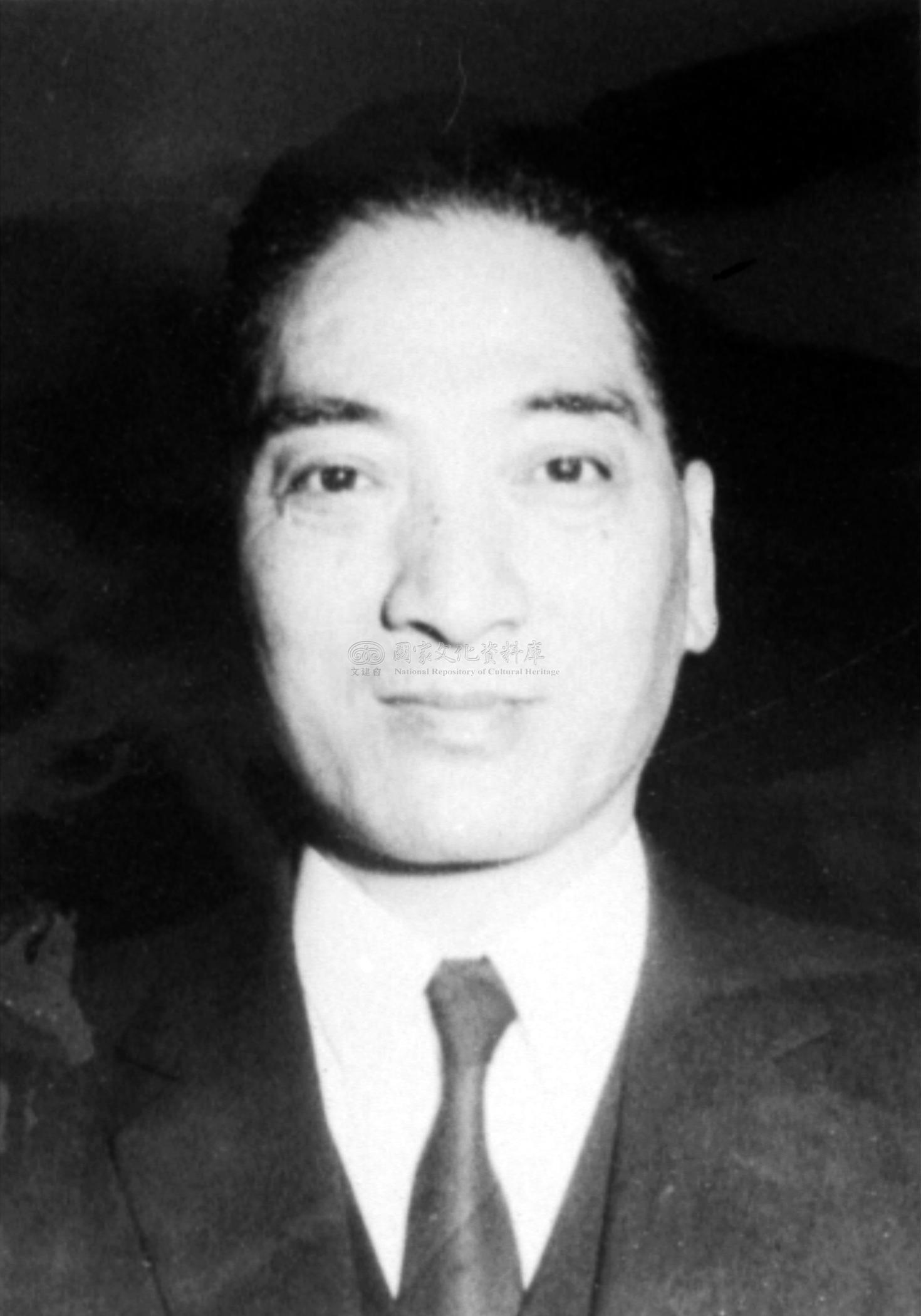
立法院院長：倪文亞
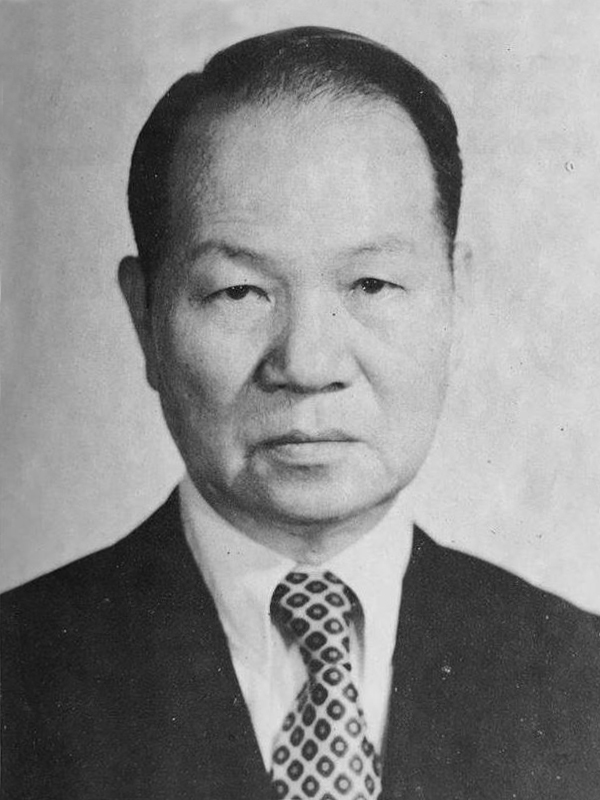
司法院院長：戴炎輝
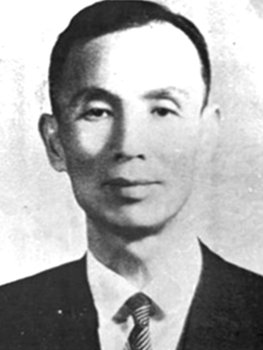
考試院院長：劉季洪
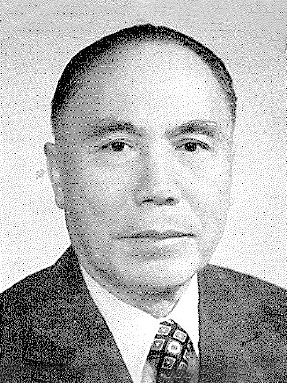
監察院院長：余俊賢

### 省政府主席

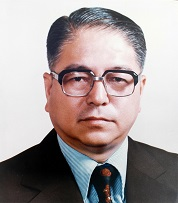
臺灣省政府主席：林洋港
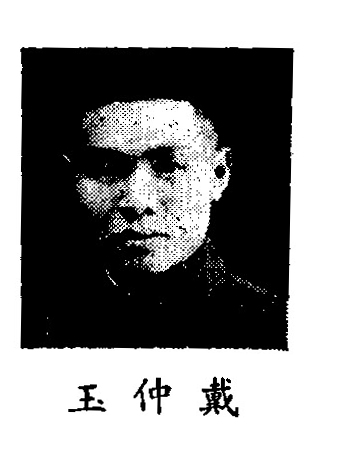
福建省政府主席：戴仲玉

### 成員變動

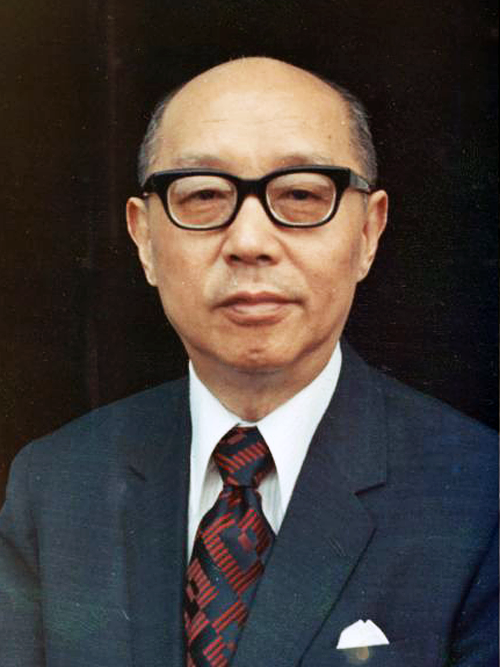
總統：嚴家淦（任期屆滿）
副總統：缺位
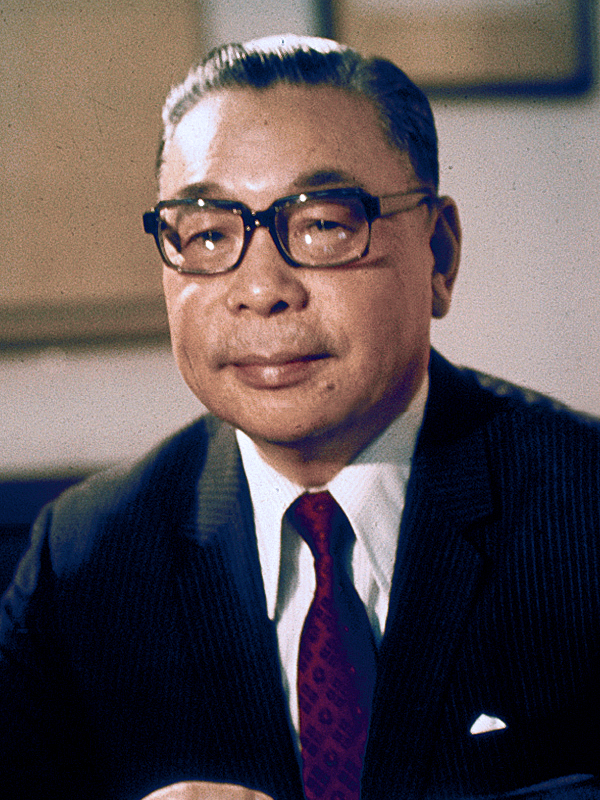
行政院院長：蔣經國（轉任總統）
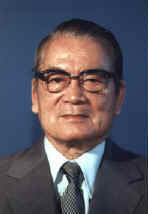
行政院院長：徐慶鐘（代理結束）
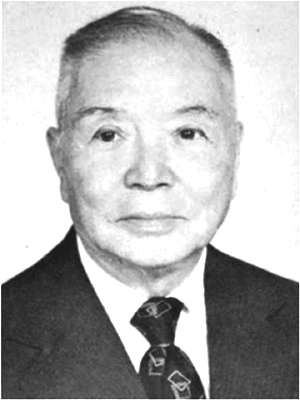
考試院院長：楊亮功（轉任總統府資政）
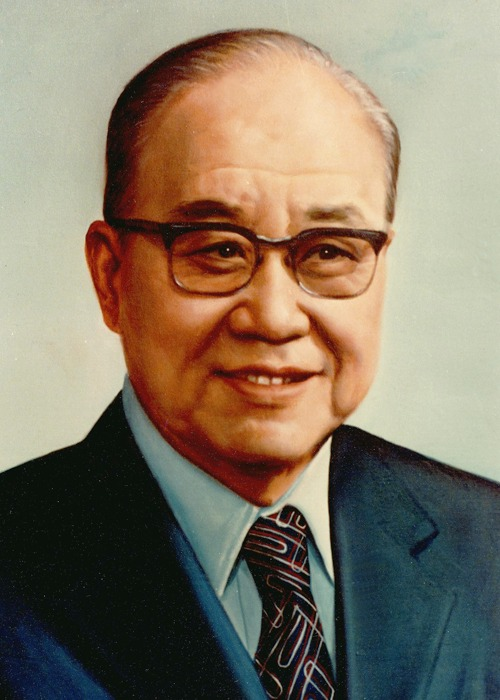
臺灣省政府主席：謝東閔（轉任副總統）
臺灣省政府主席：瞿韶華（代理結束）

## 大事記

### 1月
- 1月3日——中國造船公司與臺灣造船公司合併為「中國造船公司」，設臺北總公司、高雄總廠及基隆總廠[1]:872。
- 1月5日——特任周書楷為駐教廷大使（2月9日，呈遞到任國書。）[1]:872。
- 1月7日——中國國民黨中央常會臨時會議，通過嚴家淦建議，向第十一屆二中全會提案，請提名蔣經國為第六任總統候選人[2]:449[3]

### 2月
- 2月5日——中國國民黨第十一屆二中全會第三次大會通過提名蔣經國為第六任總統候選人；第四次大會通過提名謝東閔為副總統候選人[2]:449。
- 2月9日——國大代表前往中山堂光復廳辦理報到，準備召開第一屆國民大會第六次會議[4]。
- 2月19日——第一屆國民大會第六次會議揭幕（3月17日、3月18日，中國國民黨提名蔣經國、謝東閔為第六任總統、副總統候選人；3月25日，閉幕。）[1]:872。

### 3月
- 3月9日——發生中華航空831號班機劫機事件。
- 3月21日——蔣經國當選第六任總統（5月20日，就職。）[1]:873。
- 3月22日——謝東閔當選第六任副總統（5月20日，就職。）[1]:873。

### 5月
- 5月5日——陸軍航空隊駕駛編號8012觀測機的觀測中隊副隊長劉傳集、上尉陳高才於苗栗南庄鄉向天湖撞山失事，陳高才送醫急救，劉傳集則當場死亡。[5]
- 5月20日——特任蔣彥士為總統府秘書長，馮啟聰上將為總統府參軍長[1]:874。

### 6月
- 6月12日——《中華週報》刊出蔣經國答記者問，表示不能接受採取日本模式，中止美國外交關係，但要廣泛地維持貿易關係；美台關係和日台關係完全不同[6]。

### 7月
- 7月29日——蔣經國闢斥「國共和談」讕言，重申反共國策，不與共產政權交往[1]:875。

### 8月
- 8月——當時的前高雄縣縣長余登發與其子余瑞言被政府指稱涉及「匪諜吳泰安事件」遭情治單位逮捕，罪名是「知匪不報」、「為匪宣傳」，被求處重刑有期徒刑八年，當時引發社會的不滿與黨外人士的反彈，抗議國民黨政府政治迫害。之後演變為「橋頭事件」。
- 8月31日——與沙烏地阿拉伯王國簽訂農業技術服務協定[1]:876。

### 9月
- 9月27日——教育部政務次長陳履安率團啟程，參加「中沙（沙烏地阿拉伯）合作委員會會議」（10月2日，簽署文化合作公報，決定採取交換大學教授、獎學金、學生及書籍等措施。）[1]:876。

### 10月
- 10月——法國在臺北設立法亞貿易促進會（FATPA）推廣雙邊經貿關係。
- 10月12日——蔣經國表示，絕不與中共妥協，近年來與世界各國實質關係不斷增強，證明中共意圖孤立絕無可得逞（10月16日，強調面對中共改變對外政策，基本對策是「不退讓，不規避」。）[1]:876。
- 10月31日——國道1號高速公路全線（基隆至高雄）通車，全長372.7公里。

### 11月
- 11月2日——行政院通過開放觀光護照，自1979年元月起准許國人出國觀光。
- 11月6日——「中美紡織品諮商會議」在美國舉行[1]:877。

### 12月
- 12月10日——位於臺北縣金山鄉的第一核能發電廠開始投入商業運轉。
- 12月15日——美國總統卡特宣布，美國將於1979年1月1日與中華人民共和國建立外交關係，並同時與中華民國斷絕外關係[1]:877。
- 12月16日——《中美協防條約》（即《中美共同防禦條約》）亦於1979年12月31日終止[2]:450。蔣經國對美國政府決定承認中共政權，向全國同胞發表談話，懇求全國軍民同胞，為維護尊嚴而犧牲奮鬥[1]:877。蔣經國就美中建交發表聲明，指出美國背信毁約；強調絕不與中國共產黨談判[2]:450。
- 12月19日——《中央日報》副刊首次刊載〈南海血書〉。
- 12月27日——美國副國務卿沃倫·克里斯托弗率談判代表團抵臺，發表聲明，擬在非官方基礎上，維持文化商業關係；上萬民眾在美國來臺協商代表團抵臺北松山機場時，採取強硬示威抗議行動[1]:878。群眾向該團示威抗議；並有一名計程車司機在外交部前引火自焚以示抗議[2]:450。
- 12月30日——政府公告《國民申請出國觀光規則》，正式開放國民出國觀光旅遊。

## 出生
参见： 1978年出生
- 1月1日——吳信璋：歌手、作詞家、音樂製作人。
- 1月5日——黃宇琳：演員。
- 1月11日——李飛：演員、配音員。
- 1月13日——黃嘉祥：旅法設計師。
- 1月15日——
  - 楊蕙如：作家、政治評論家、網路工作者。
  - 郭柏成：花式撞球選手。
- 1月17日——禹安：主持人。
- 1月18日——黃欽智：棒球選手。
- 1月21日——李佳玲：補教數學老師、保險規劃師。
- 1月23日——汪佩蓉：歌手。
- 1月25日——林暐恆：諧星、演員、主持人。
- 1月28日——鄭昌明：棒球選手，現被終身禁賽。
- 1月30日——江祖平，台灣女演員。
- 1月31日——
  - 李淑楨：演員。
  - 陳怡儒：籃球運動員，是吳志偉之妻。
- 2月2日——楊承達：漫畫家。
- 2月4日——張林峰：薩克斯風演奏家、街頭藝人。
- 2月5日——曾漢州：棒球選手，現被終身禁賽。
- 2月14日——高伊玲：演員、主持人、模特兒。
- 2月17日——何宣慶：魚類學家。
- 2月20日——
  - 孫協志，男歌手、主持人、男演員。演唱團體5566團長。
  - 陳揚凱：棒球選手。
- 2月22日——
  - 溫昇豪，模特兒、演員。代表作有《犀利人妻》
  - 李德賢：棒球選手。
- 2月23日——
  - 林子瑄：演員。
  - 洪小鈴：演員、模特兒。
- 2月27日——陳思宏：演員、作家，是在德國出道並發展的台灣藝人。
- 3月1日——馬志翔（Umin Boya），賽德克族及撒奇萊雅族血統演員、導演。導演《KANO》。
- 3月2日——周詠軒：演員、模特兒。
- 3月3日——
  - 徐懷鈺，女歌手。
  - 東明相：演員、畫家、旅行家。
- 3月4日——
  - 地球，男演員，本名李嘉文。
  - 孫博萮：社會運動人士，曾任宜蘭縣公民監督聯盟理事、宜蘭縣環境保護聯盟常務理事。
- 3月9日——尚韋帆：籃球運動員。
- 3月11日——徐湘華：新聞主播。
- 3月13日——廖士涵：導演、編劇、製片人。
- 3月18日——馬伯強：配音員。
- 3月19日——潘奕如：演員。
- 3月20日——胡恩瑞：歌手、電台DJ。
- 3月21日——蔡孟霖：田徑運動員。
- 3月22日——豐偌暉：棒球選手。
- 3月23日——朱鴻森，棒球選手。效力於中華職棒兄弟象隊。
- 3月25日——蔡金晏：政治人物。
- 3月27日——蘇飛雅：占星學家。
- 3月31日——彭康育：歌手、演員、主持人、通告藝人，是5566成員之一。
- 4月3日——
  - 陳惠婷：歌手、鍵盤手，是Tizzy Bac主唱。
  - 楊清順：花式撞球選手。
- 4月4日——楊宗緯，男歌手。
- 4月6日——陳小菁：演員。
- 4月10日——MC HotDog：歌手。
- 4月11日——田家達：演員。
- 4月12日——朱政騏：社會運動人士。
- 4月13日——陳彥銘：導演、旁白、製作人。
- 4月14日——王以路：演員、主持人。
- 4月15日——黃坤玄：演員。
- 4月17日——陳暉：籃球教練。
- 4月23日——林之晨：企業家，現任台灣大哥大總經理。
- 4月25日——馮仁稚：賽車手。
- 4月27日——黃俊哲：政治人物。
- 4月28日——焦元溥：作家、廣播主持人。
- 5月3日——孫樂欣：星探、製作人、節目編審，是鍾欣怡之夫、孫儀獨生子。
- 5月6日——林珉萱：漫畫家。
- 5月9日——陳楚河：演員。
- 5月11日——周詠訓：演員、主持人。
- 5月12日——莊景賀：棒球教練。
- 5月14日——孫芸芸：社交名媛，是孫道存之女、孫瑩瑩之妹。
- 5月16日——邱琦雯：演員、模特兒。
- 5月18日——
  - 吳欣盈：政治人物、投資分析師，是吳東進長女、吳火獅孫女。
  - 游紹：導演。
- 5月21日——余秉諺：演員、主持人、模特兒。
- 6月1日——陳天文：田徑運動員。
- 6月6日——
  - 中中：導演，是安唯綾之夫。
  - 王子菘：球探、棒球教練。
- 6月7日——林韋君，女演員。出道作《麻辣鮮師》。
- 6月10日——李佳其：廚師。
- 6月11日——簡立喆：新聞主播。
- 6月12日——謝正浩：諧星、演員、主持人，是浩角翔起成員之一。
- 6月14日——徐熙娣，藝名小S。藝人、主持人、歌手、演員。
- 6月15日——楊佳嫻：作家。
- 6月16日——梁靜茹，女歌手。知名曲有〈分手快樂〉、〈小手拉大手〉。出生於馬來西亞森美蘭州。
- 6月17日——郭岱詠：棒球選手，是紀曉君前夫。
- 6月20日——廖曉喬：社交名媛，是廖偉志之女、廖鎮漢之妹。
- 6月21日——曾珮瑜：演員、模特兒。
- 6月22日——戴愛玲，排灣族女歌手。
- 6月30日——楊皓如：記者、通告藝人。
- 7月1日——翁子婷：網球選手。
- 7月3日——陳雄威：體育主播。
- 7月5日——許雲雲：配音員。
- 7月9日——黃柏文：歌手、電台DJ，是B.A.D成員之一。
- 7月10日——李佳樺：導演。
- 7月13日——
  - 魏嘉賢：政治人物、放射師。
  - 楊政典：體育主播、賽事播報員。
- 7月14日——尹馨，女演員。
- 7月17日——舒米恩：歌手、演員、吉他手。
- 7月19日——
  - 許毓仁：政治人物。
  - 許家豪：健身教練、健美運動員。
- 7月23日——孫燕姿，女歌手。出生於新加坡。
- 7月30日——
  - 謝宜君：歌手。
  - 王玉純：環境工程學家。
- 8月2日——
  - 徐灝翔：演員。
  - 梁正群：歌手、演員，是梁赫群之弟、梁修身小兒子。
- 8月3日——余進德：棒球選手。
- 8月6日——彭政閔，棒球選手。效力於中華職棒兄弟象隊。
- 8月9日——張心宇：新聞主播。
- 8月12日——曾翊誠：棒球教練。
- 8月21日——吳辰君：演員。
- 8月25日——
  - 九把刀，本名柯景騰。作家、導演。曾任十大傑出青年，作品有《那些年，我們一起追的女孩》、《樓下的房客》。
  - 陳士駿：企業家，是YouTube創辦人之一。
- 9月6日——吳柏蒼：歌手，是回聲樂團主唱。
- 9月11日——陳偉杰：政治人物。
- 9月13日——黃一嘉：演員、導演、主持人、製作人。
- 9月14日——柳翰雅，藝名阿雅。女歌手、節目主持人。以《剉冰進行曲》走紅。
- 9月21日——李欣倫：作家、文學家，現任教於靜宜大學台灣文學系。
- 9月22日——簡佑旬：羽球選手。
- 9月28日——許燕輝：鎮民代表。
- 9月29日——林秀琴：演員、通告藝人，是陳致遠之妻。
- 9月30日——李文儀：新聞主播。
- 10月2日——陳志強：演員、模特兒。
- 10月4日——吳佩慈，藝人。
- 10月6日——高國慶，阿美族棒球選手。效力於中華職棒統一獅隊。
- 10月8日——余俊賢：演員、主持人，是余炳賢之弟。
- 10月10日——劉致妤：演員，是劉至翰之妹。
- 10月18日——秀蘭瑪雅：歌手、演員。
- 10月19日——王信翔：演員。
- 10月20日——楊哲宜：籃球教練。
- 10月21日——林貴彬：足球運動員。
- 10月22日——張志強：棒球教練。
- 10月25日——余荃斌：歌手。
- 10月27日——
  - 林益如：新聞主播。
  - 李啟億：籃球教練。
  - 鄭伯其：幕僚，曾任江連福立委助理、蔡錦隆立委服務處主任。
- 10月30日——徐婕兒：歌手、演員。
- 10月31日——張天霖：演員。
- 11月1日——蕭立揚：歌手、演員，是K ONE成員之一。
- 11月3日——范逸臣，阿美族男歌手、演員。代表作有《海角七號》。
- 11月4日——郭婷婷：歌手、演員，是3EP美少女成員之一。
- 11月6日——宋岳庭：歌手。
- 11月7日——謝明智：新聞主播。
- 11月9日——
  - 王傳宗：導演。
  - 蔣友常：設計師，是蔣經國之孫。
- 11月13日——許瑋倫，女演員。偶像劇《十八歲的約定》。（2007年逝世）
- 11月14日——
  - 林聖凱：棒球捕手。
  - 劉芙豪：棒球選手。
- 11月16日——陳詩欣，跆拳道選手，2004年雅典奧運跆拳道女子第一量級金牌得主。
- 11月17日——唐志中：演員、主持人。
- 11月19日——余政鴻：演員、模特兒。
- 11月20日——陳燕津：百貨公司櫃員，是曾正仁前妻。
- 11月21日——秦綾謙：新聞主播。
- 11月22日——洪村銘：幕僚，曾任高雄市長秘書。
- 11月24日——高英軒：演員，是高信疆之子。
- 11月28日——黃瀞億：廚師。
- 11月30日——
  - 葉家妤：演員，是白家綺胞姊。
  - 陳彥良：鐵人三項運動員。
- 12月2日——林明正：政治運動人士。
- 12月5日——許文雄：棒球選手，現被終身禁賽。
- 12月6日——高宇蓁：演員、主持人。
- 12月7日——劉美芳：政治人物。
- 12月8日——王鐘銘：社會運動人士，曾任馥林文化編輯、台灣維基媒體協會理事。
- 12月9日——陳雅雯，溜冰選手，亞洲盃、世界盃金牌得主。
- 12月11日——陳智弘：棒球捕手。
- 12月13日——黃立綱：布袋戲操偶師，是黃俊雄之子。
- 12月18日——余文彬：棒球教練。
- 12月19日——張武業：足球教練。
- 12月20日——陽東益：棒球選手。
- 12月21日——曹景俊：演員。
- 12月23日——陳德政：導演、登山家。
- 12月24日——楊儒門，農運人士，以其關懷及為農民發聲之行動聞名，並以「白米炸彈客」事件著稱。
- 12月25日——黃建賓：政治人物。
- 12月26日——蔣萬安：政治人物，是蔣孝嚴之子、蔣經國之孫。
- 12月27日——林懿德：氣象主播、地理科教師。

## 逝世
- 3月3日——黃旺成，社會運動家。日治時期參與過臺灣文化協會、臺灣民眾黨，戰後出任臺灣省議員。（1888年出生）
- 11月3日——葉榮鐘，記者、詩人、日治時期社會運動參與者。（1900年出生）
- 11月8日——陳之邁，外交官。（生於1908年）
- 12月24日——谷名倫，演員。